# Liste d'organisations non gouvernementales en Suisse
Cet article recense des organisations non gouvernementales (ONG) suisses, internationales ou étrangères ayant au moins une antenne en Suisse. Qu'il s'agisse de fondations ou d'associations, elles sont d'intérêt public et sans but lucratif. Elles opèrent sur le plan intercantonal, national et/ou sur le plan international, et ont une vocation philanthropique, de protection de l’environnement ou de protection du patrimoine.
Il n’y a pas d’obligation légale en Suisse pour enregistrer une association à but non lucratif, ce qui rend l’estimation du nombre d’associations difficile, mais elles se comptent en milliers. Les fondations quant à elles, doivent se déclarer, et elles sont estimées à plus de 13 000, en 2014. Ces milliers de fondations et d'associations sont très variées dans leurs activités (professionnelle, sportive, culturelle, etc.). La plupart d'entre elles, opèrent sur le plan local et ne figurent donc pas dans cette page.

## ONG suisses
La première fondation en Suisse, fut l’Hôpital de l'Île, fondée en 1374 à Berne par Anna Seiler, et qui est toujours en activité. Par la suite, de nombreuses fondations ou associations firent de même, en cherchant également à apporter de l'aide à des personnes autochtones en Suisse, se trouvant dans la pauvreté, à des malades et des handicapés, à une époque où la sécurité sociale en Suisse n'existait quasiment pas et où elle restait fragmentée et fortement influencée par les acteurs privés, et à des réfugiés, venu demander l'asile en Suisse. D'autres ONG, étaient fondées pour chercher à protéger l'environnement, les animaux, ou le patrimoine.
Après la Seconde Guerre mondiale, alors que la Suisse devenait de plus en plus prospère et s'était doté d'une sécurité sociale, certaines ONG suisses se sont internationalisées pour venir en aide à des personnes dans les pays en voie de développement, en guerre ou ayant subi une catastrophe naturelle. D’autres ONG suisses sont nées avec la médiatisation de la souffrance des personnes à travers le monde, par exemple le concert de charité pour le Bangladesh, et de la prise de conscience de l’écart de plus en plus important du niveau de vie entre les pays du nord et les pays du sud.
La précarité reste néanmoins d’actualité pour de nombreuses personnes vivant en Suisse, et les ONG continuent encore de nos jours à venir en aide à des personnes, dans l’un des pays les plus riches du monde, avec par exemple, l'un des témoignages le plus visible dans la société, que sont les 23 épiceries Caritas.
Pour l'aide aux personnes, le Comité international de la Croix-Rouge fut fondé en 1863 par Henri Dunant, Guillaume-Henri Dufour, Gustave Moynier, Louis Appia, Théodore Maunoir. Pour la protection de l'environnement, le WWF est l'ONG la plus connue à l'étranger. L'ONG Pro Natura est également très connue en Suisse mais œuvre plutôt sur le territoire Suisse.

## ONG internationales et étrangères en Suisse
De nombreuses ONG internationales ou étrangères se trouvent en Suisse, notamment en raison de la présence du siège européen de l'Organisation des Nations unies à Genève, qui englobe notamment  :
- L'Organisation mondiale de la santé (OMS)
- L'Organisation des Nations unies pour l'éducation, la science et la culture (UNESCO)
- L'Organisation internationale du travail (OIT)
- Le Haut Commissariat des Nations unies pour les réfugiés (UNHCR)
- Le Haut-Commissariat des Nations unies aux droits de l'homme (HCDH)
- Le Programme des Nations unies pour le développement (PNUD)
- Le Programme des Nations unies pour l'environnement (PNUE)
- L'Organisation mondiale du commerce (OMC)
- L'Organisation internationale pour les migrations (OIM)
- La Maison internationale de l'environnement (MIE)

La Suisse est également une terre d'accueil pour ces ONG car elle offre une stabilité politique, par sa longue tradition démocratique (plus particulièrement sa démocratie directe), sa neutralité, et sa diplomatie (les bons offices de la Suisse). Les Conventions de Genève y furent notamment signées.

## Statuts des ONG
Une ONG se crée librement en Suisse et prend la forme, soit d'une association au sens des articles 60 et suivants du Code civil suisse, soit d'une fondation  au sens des articles 80 et suivants du Code civil suisse,.
Les associations, les fondations et autres personnes morales d'utilité publique ainsi que certaines collectivités du droit cantonal, etc., qui poursuivent des buts de service public ou d’utilité publique, sont en principe exonérées des impôts sur le bénéfice et sur le capital exclusivement et irrévocablement affectés à ces buts, cela tant au niveau fédéral que cantonal.
Les personnes physiques qui font un don à une ONG au bénéfice de l'exonération fiscale et qui a son siège en Suisse peuvent, en principe, déduire ce don de leur déclaration à l'impôt, jusqu'à une limite qui peut varier d’un canton à l’autre, du revenu net imposable, et les personnes morales peuvent également déduire des dons jusqu’à une certaine limite suivant le canton. Les donateurs peuvent se renseigner auprès de l’office des impôts de leur lieu de résidence pour en connaître les modalités et savoir si l’ONG à qui ils veulent  verser un don, sera déductible de leur déclaration à l'impôt.

## Contrôle des fondations et associations
Les ONG peuvent être amenées à recevoir énormément d'argent de la part de donateurs, d'où quelques contrôles qui ont été mis en place, sans pour autant garantir les détournements de fonds, en particulier les ONG qui ont le statut d'association, qui sont moins, voire pas contrôlées, si elles ne possèdent pas le label ZEWO.
Les fondations reconnues d'utilité publique, contrairement aux associations, sont contrôlées par l'autorité fédérale de surveillance des fondations, qui dépend du Département fédéral de l'intérieur. L'activité de surveillance se fonde essentiellement sur la jurisprudence du Tribunal fédéral relative à l'art. 84, al. 2 Code Civil qui indique ceci: «L'autorité de surveillance pourvoit à ce que les biens des fondations soient employés conformément à leur destination. » Dans ce contexte, toute personne qui souhaite créer une fondation ou a des questions portant sur l'activité d'une fondation peut s'adresser à l'autorité de surveillance.
La fondation ZEWO accorde le label ZEWO aux fondations et associations qui en font la demande, mais cette démarche est  facturée. Les fondations et associations doivent pour cela justifier que les dons des donateurs sont utilisés à bon escient. Les donateurs ont la possibilité de vérifier que la fondation ou l'association à qui ils souhaitent verser un don, possède bien le label ZEWO en allant consulter le site internet de la fondation ZEWO, qui recense les fondations et les associations qui possèdent le label, depuis quand, mais également depuis quand date la dernière certification.
La chaîne du bonheur est une fondation de récolte de dons, qui coopèrent avec des ONG suisses dûment agréées, et qui ne débloque les fonds qu’après examens des projets de ces ONG. Parmi les récoltes de dons les plus importantes, en Suisse, depuis 1946, figurent :
- Le séisme du 26 décembre 2004 dans l'océan Indien (tsunami), décembre 2004 : 227 millions de francs suisses
- Les intempéries en Suisse (canton du Valais dont Gondo, canton du Tessin), octobre 2000 : 74 millions de francs suisses
- Le séisme de 2010 à Haïti : 66,7 millions de francs suisses
- Les victimes de la guerre au Kosovo, avril 1999 : 49,9 millions de francs suisses
- Les intempéries en Suisse (Suisse centrale, Oberland bernois et canton des Grisons), août 2005 : 49,5 millions de francs suisses

Les donateurs peuvent également avoir un contrôle sur les ONG à qui ils ont versé des dons, en demandant un rapport annuel sur leurs activités et donner ainsi une indication sur leur crédibilité. Cela reste néanmoins au bon vouloir de ces ONG, en particulier les associations, qui ne sont pas tenue de le faire.

## ONG œuvrant pour la protection des personnes
Ces ONG interviennent dans différents domaines pour la protection des personnes. Certaines ONG dans plusieurs domaines, d’autres dans des domaines plus spécifiques.
Concernant cette thématique, les termes OSI, Organisation de solidarité internationale ou ASI Association de solidarité internationale, tant parfois à remplacer le terme ONG, qui reste parfois confus dans son interprétation.

### Aide humanitaire et aide au développement
L'aide humanitaire, est une aide d'urgence qui intervient dans des régions en guerre ou ayant subi une catastrophe naturelle et qui met en place des camps de réfugiés. Il s’agit de fournir aux victimes dans les cas les plus extrêmes, de l’eau potable, de la nourriture, des lieux pour se laver, des toilettes, des vêtements, des soins, un abri, des lieux d’informations pour avoir des nouvelles de leurs proches, et permettre, dans la mesure du possible, aux enfants de pouvoir poursuivre leur scolarité.
L'aide au développement intervient dans les pays en développement pour sortir de la pauvreté ou la précarité la population. Il peut s’agir par exemple, de construire des infrastructures pour avoir accès à l’eau potable, à des toilettes, à l'électricité. La construction d’écoles, de dispensaires, d’habitat. Inciter le parrainage d'enfant ou proposer aux individus une formation pour acquérir un métier ou leur fournir des outils de travail pour leurs activités.
La plupart des ONG suisses, du moins les plus réputées, ont cessé de jouer les intermédiaires pour l'adoption d'enfants. Concernant ces enfants, elles privilégient le parrainage d'enfants, pour qu'ils puissent continuer à vivre dans leurs environnements sans être déracinés. Ces ONG cherchant également à  éviter de se retrouver mêlés à des trafics d'enfants ou de confusion sur la véritable situation de ces enfants. Le cas de l’ONG françaises L'Arche de Zoé, qui, pour précision, n’avait pas de filière en Suisse, démontre les dérives que peuvent avoir les ONG sur les cas d’adoption.
| Nom                                            | Lieu(x)                              | Pays d'origine                        | Création (en Suisse) | Site internet                                   |
| ---------------------------------------------- | ------------------------------------ | ------------------------------------- | -------------------- | ----------------------------------------------- |
| Action de Carême                               | Lucerne, Lausanne, Lugano            | Suisse                                | 1961                 | http://www.actiondecareme.ch/                   |
| ATD Quart monde                                | Genève, Treyvaux, Bâle               | France                                | 1965                 | http://www.quart-monde.ch/                      |
| ADRA                                           | Zurich                               | États-Unis                            | 1987                 | http://www.adra.ch/fr/                          |
| Aide suisse aux montagnards                    | Adliswil                             | Suisse                                | 1942                 | http://www.berghilfe.ch/fr/                     |
| Alliance Sud                                   | Berne                                | Suisse                                | 1971                 | http://www.alliancesud.ch/fr                    |
| Armée du salut                                 | Berne                                | Royaume-Uni                           | 1882                 | http://www.armeedusalut.ch/                     |
| Be aware and share                             | Bâle                                 | Suisse                                | 2015                 | https://www.baas-schweiz.ch/                    |
| Brücke - Le pont                               | Fribourg                             | Suisse                                | 1956                 | http://www.bruecke-lepont.ch/index.php?id=1&L=1 |
| Care International                             | Genève                               | États-Unis                            |                      | http://www.careinternational.org/               |
| Chaîne du Bonheur                              | Genève                               | Suisse                                | 1946                 | http://www.bonheur.ch/                          |
| Caritas                                        | Lucerne                              | Allemagne                             | 1901                 | http://www.caritas.ch/fr/                       |
| CEAS                                           | Neuchâtel                            | Suisse                                | 1980                 | http://www.ceas.ch/fr/                          |
| Centrale sanitaire suisse                      | Zurich                               | Suisse                                | 1937                 | http://css-romande.ch/                          |
| Comité international de la Croix-Rouge         | Genève                               | Suisse                                | 1863                 | http://www.cicr.org/fre/                        |
| Communauté Emmaüs                              | 10 villes en Suisse                  | France                                | 1957                 | https://emmaus.ch/                              |
| Comundo                                        | Lucerne, Fribourg, Bellinzone        | Suisse                                | 2013                 | https://www.comundo.org/fr                      |
| CO-OPERAID                                     | Zurich                               | Suisse                                | 1981                 | http://www.co-operaid.ch/fr/                    |
| Eden ONG                                       | Genève                               | Suisse                                | 2004                 | https://www.eden-ong.org/                       |
| Enfant du monde                                | Genève                               | Suisse                                | 1968                 | http://www.edm.ch/                              |
| Entraide protestante suisse                    | Zurich, Aarau, Berne, Bâle, Lausanne | Suisse                                | 1946                 | http://www.heks.ch/fr/                          |
| Entraid                                        | Chexbres                             | Suisse                                | 2001                 | https://entraid.org                             |
| ong Epiceries                                  | Fribourg                             | Niger, RDC, Amérique Centrale, Suisse | 2011                 | http://www.epiceries.org/                       |
| Fepa                                           | Bâle                                 | Suisse                                | 1963                 | http://www.fepafrika.ch/                        |
| Frères de nos frères                           | Genève                               | Suisse                                | 1965                 | http://www.fdnf.org/                            |
| Fondation aide aux enfants                     | Genève                               | Colombie                              | 1998                 | http://www.fondation-aide-enfants.org/fr/       |
| François-Xavier Bagnoud                        | Genève, Sion                         | Suisse                                | 1989                 | http://www.fxb.org/fr/                          |
| Handicap international                         | Genève                               | France                                | 1996                 | http://www.handicap-international.ch/fr/        |
| Horyzon                                        | Olten                                | Suisse                                | 1969                 | http://www.horyzon.ch/fr/page-daccueil.html     |
| Helvetas                                       | Zurich, Berne, Châtelaine, Balerna   | Suisse                                | 1955                 | https://www.helvetas.ch/fr/                     |
| Iamaneh                                        | Bâle                                 | Suisse                                | 1978                 | http://www.iamaneh.ch/fr/                       |
| Ingénieurs du monde                            | Lausanne                             | Suisse                                | 1988                 | http://federeso.ch/fr/                          |
| Islamic Relief Suisse / Schweiz                | Genève                               | Suisse                                | 1994                 | https://islamic-relief.ch/                      |
| Kantha-Bopha (Beat Richner)                    | Zurich                               | Suisse                                | 1992                 | http://www.beat-richner.ch/                     |
| Le projet faim suisse                          | Turgi                                | Suisse                                | 1983                 | http://www.hungerprojekt.ch/fr/home             |
| Max Havelaar (association)                     | Bâle, Zurich                         | Pays-Bas                              | 1992                 | http://www.maxhavelaar.ch/fr/homepage/          |
| Medair                                         | Ecublens                             | Suisse                                | 1988                 | https://www.medair.org/fr/                      |
| Médecins du monde                              | Neuchâtel, Genève                    | France                                | 1993                 | http://www.medecinsdumonde.ch/                  |
| Médecins sans frontières                       | Genève                               | Suisse                                | 1971                 | https://www.msf.ch/                             |
| Mission Bethléem Immensee                      | Immensee                             | Suisse                                | 1921                 | https://bethlehem-mission.ch/home               |
| Nouvelle Planète                               | Lausanne                             | Suisse                                | 1986                 | http://www.nouvelle-planete.ch/fr               |
| Norlha                                         | Lausanne                             | Suisse                                | 2005                 | http://www.norlha.org                           |
| Oxfam                                          | Genève                               | Royaume-Uni                           |                      | http://www.oxfam.org/fr/                        |
| ONG Internationale OXYGEN 7                    | Genève                               | France                                | 2003                 | http://www.ongoxygen7.ch/                       |
| Pain pour le prochain                          | Lausanne, Berne                      | Suisse                                | 1960                 | http://www.painpourleprochain.ch/               |
| Pro Juventute                                  | Zurich, Lausanne, Giubiasco          | Suisse                                | 1912                 | http://www.projuventute.ch                      |
| Public Eye (anciennement Déclaration de Berne) | Zurich, Lausanne                     | Suisse                                | 1968                 | http://www.publiceye.ch/fr                      |
| ROKPA International                            | Zurich                               | Royaume-Uni                           | 1999                 | http://www.rokpa.org/sui/fr/suisse/             |
| Save the Children                              | Genève                               | Royaume-Uni                           | 2006                 | https://www.savethechildren.ch/fr/              |
| Solidarité tiers monde                         | Wädenswil                            | Suisse                                | 1971                 | http://www.sdw-stm.ch/?lang=fr                  |
| Solidarmed                                     | Lucerne                              | Suisse                                | 1926                 | http://www.solidarmed.ch/                       |
| Solidar Suisse                                 | Lausanne, Zurich                     | Suisse                                | 1936                 | http://www.solidar.ch/fr/                       |
| Solifonds                                      | Zurich                               | Suisse                                | 1983                 | http://www.solifonds.ch/fr                      |
| Swiss Green Projects                           | Genève                               | Suisse                                | 2019                 | https://sgp.ong/fr                              |
| Swissaid                                       | Berne, Genève                        | Suisse                                | 1948                 | http://www.swissaid.ch/                         |
| Swisscontact                                   | Zurich                               | Suisse                                | 1959                 | http://www.swisscontact.org/                    |
| SOS Villages d'enfants                         | Berne                                | Autriche                              | 1964                 | http://www.sosvillagesdenfants.ch/              |
| Suisse Solidaire                               | Lutry                                | Suisse                                | 2008                 | http://www.suissesolidaire.org/                 |
| Terre des Hommes Suisse                        | Genève                               | Suisse                                | 1960                 | https://www.terredeshommessuisse.ch/            |
| Terre des hommes                               | Lausanne                             | Suisse                                | 1960                 | http://www.tdh.org/                             |
| Village d'enfants Pestalozzi                   | Trogen                               | Suisse                                | 1945                 | http://www.pestalozzi.ch/fr/home/               |
| World Vision                                   | Dübendorf                            | Canada                                | 1982                 | https://www.worldvision.ch/                     |

### Droits de l’homme
Différentes ONG se donnent pour mission de défendre les droits de l'homme, en cherchant à faire pression sur les gouvernements ou les entreprises pour permettre aux individus d'obtenir les libertés fondamentales à la dignité humaine. Sur le plan culturel, le festival du film et forum international sur les droits humains (FIFDH), est un festival de cinéma, qui permet à des ONG, lors de forums, de débattre et témoigner sur le sujet.
| Nom                                               | Lieu(x)         | Pays d'origine | Création (en Suisse) | Site internet                        |
| ------------------------------------------------- | --------------- | -------------- | -------------------- | ------------------------------------ |
| ACAT Suisse                                       | Berne           | France         | 1981                 | http://www.acat.ch/fr/               |
| Fondation Alkarama                                | Genève          | Suisse         | 2004                 | http://fr.alkarama.org/              |
| Amnesty international                             | Berne, Genève   | Angleterre     | 1964/1970            | http://www.amnesty.ch/fr             |
| Brigades de paix internationales                  | Berne, Genève   | Canada         |                      | http://www.peacebrigades.ch/fr/home/ |
| Commission internationale de juristes             | Genève          | Suisse         | 1952                 | http://www.icj.org/                  |
| Human Rights Watch                                | Genève, Zurich  | États-Unis     |                      | https://www.hrw.org/fr/              |
| humanrights.ch                                    | Berne           | Suisse         | 1999                 | http://www.humanrights.ch            |
| Ligue suisse des droits de l’homme                | Genève, Begnins | Suisse         | 1928                 | http://www.lsdh.net/                 |
| Société internationale pour les droits de l'homme | Genève          | Allemagne      | 1982                 | http://www.ishr.ch/                  |
| Société pour les peuples menacés                  | Berne           | Suisse         | 1989                 | http://www.gfbv.ch/fr/               |
| TRIAL (Track Impunity Always)                     | Genève          | Suisse         | 2002                 | http://www.trial-ch.org/             |
| Centre Zagros pour les droits de l'homme          | Genève          | Suisse         | 2010                 | http://www.zagros-centre.org/fr/     |

### Principales organisations actives dans l'aide aux migrants
| Nom                                                                 | Lieu(x)                     | Pays d'origine | Création (en Suisse) | Site internet              |
| ------------------------------------------------------------------- | --------------------------- | -------------- | -------------------- | -------------------------- |
| Caritas                                                             | Lucerne                     | Allemagne      | 1901                 | http://www.caritas.ch/fr/  |
| Centre social protestant                                            | Genève Neuchâtel-Berne-Jura | Suisse         |                      | https://csp.ch/            |
| Centre Suisse pour la Défense des Droits des Migrants               | Genève                      | Suisse         | 2014                 | https://centre-csdm.org/   |
| Croix-Rouge suisse                                                  | Berne                       | Suisse         | 1866                 | https://www.redcross.ch/fr |
| Elisa-Asile                                                         | Vernier                     | Suisse         | 1986                 | https://www.elisa.ch       |
| Observatoire romand du droit d'asile et des étrangers (ODAE romand) | Genève                      | Suisse         | 2007                 | https://odae-romand.ch     |
| Organisation suisse d'aide aux réfugiés (OSAR)                      | Berne                       | Suisse         | 1936                 | https://www.osar.ch        |
| Vivre ensemble                                                      |                             | Suisse         | 2021                 | https://asile.ch           |

### Aides aux malades en Suisse
En Suisse, des fondations et associations ont vu le jour pour aider et accompagner ces personnes dans leur maladie ou leur handicap, lutter contre la stigmatisation de ces personnes dans la société, et recueillir des dons pour développer la recherche scientifique. Ces fondations et associations sont implantées dans de très nombreux endroits en Suisse.
| Nom                                        | Maladie                    | Année de création | Site internet                     |
| ------------------------------------------ | -------------------------- | ----------------- | --------------------------------- |
| Addiction Suisse                           | Addiction                  | 1902              | http://www.addictionsuisse.ch/    |
| Aide suisse contre le sida                 | Sida                       | 1985              | http://www.aids.ch/fr/            |
| Alzheimer suisse                           | Alzheimer                  | 1988              | http://www.alz.ch/                |
| Croix-Bleue                                | Alcoolodépendance          | 1877              | http://www.croix-bleue.ch/        |
| Exit                                       | Aide au suicide            | 2009              | http://www.exit-geneve.ch/        |
| Fondation suisse de cardiologie            | Maladie cardio-vasculaire  | 1948              | http://www.swissheart.ch/         |
| Fondation Théodora                         | Clown pour enfants malades | 1993              | http://ch.theodora.org/fr         |
| Ligue suisse contre le cancer              | Cancer                     | 1910              | http://www.liguecancer.ch/fr/     |
| Ligue suisse contre le rhumatisme          | Rhumatisme                 | 1958              | http://www.ligues-rhumatisme.ch/  |
| Ligue pulmonaire suisse                    | Maladie pulmonaire         | 1903              | http://www.liguepulmonaire.ch/fr/ |
| Parkinson suisse                           | Maladie de Parkinson       | 1985              | http://www.parkinson.ch/          |
| ProRaris                                   | Maladie rare               | 2010              | http://www.proraris.ch/           |
| Sclerodermie                               | Sclerodermie               | 2010              | http://www.sclerodermie.ch/fr/    |
| Société Suisse pour la mucoviscidose       | Mucoviscidose              |                   | http://www.cfch.ch/fr.html        |
| Société suisse de sclérose en plaques      | Sclérose en plaques        | 1959              | https://www.multiplesklerose.ch/  |
| Société Suisse du Psoriasis et du Vitiligo | Psoriasis, Vitiligo        | 1998              | http://www.spvg.ch/               |

### Aides aux handicapés en Suisse
| Nom                                               | Type de handicap          | Année de création | Site internet                                                  |
| ------------------------------------------------- | ------------------------- | ----------------- | -------------------------------------------------------------- |
| Agile Entraide Suisse                             | Handicap divers           | 1951              | http://www.agile.ch/accueil                                    |
| Communautés de l'Arche (de Jean Vanier) en Suisse | Déficience intellectuelle | 1983              | http://arche-suisse.ch/                                        |
| Fédération suisse des aveugles et malvoyants      | Cécité, Malvoyant         | 1911              | http://www.sbv-fsa.ch/fr/                                      |
| Fédération suisse des sourds                      | Surdité                   | 1946              | http://fr.sgb-fss.ch/                                          |
| Fondation Asile des aveugles                      | Cécité, Malvoyant         | 1843              | http://www.asile-aveugles.ch/fondation-asile-des-aveugles.aspx |
| Fondation suisse pour paraplégiques               | Paraplégie                | 1975              | http://www.paraplegie.ch/fr/pub/sps.htm                        |
| Procap                                            | Handicap Divers           | 1930              | http://www.procap.ch/                                          |
| Pro Infirmis                                      | Handicap Divers           | 1920              | http://www.proinfirmis.ch/fr/home.html                         |

### Autres
D'autres ONG se spécialisent dans des domaines très divers, en devenant des références dans la société et dans les médias sur leur domaine d'activité.
| Nom                                                                                 | Domaine d'activité                       | Lieu(x)                    | Pays d'origine | Création (en Suisse) | Site internet                                    |
| ----------------------------------------------------------------------------------- | ---------------------------------------- | -------------------------- | -------------- | -------------------- | ------------------------------------------------ |
| Action Innocence                                                                    | Prévention de la pédophilie sur internet | Genève                     | Suisse         | 1999                 | http://www.actioninnocence.org/                  |
| ASCI                                                                                | Association de consommateurs             | Lugano-Breganzona          | Suisse         | 1974                 | http://www.acsi.ch/                              |
| Ades suisse Madagascar                                                              | Panneau solaire[Lequel ?]                | Mettmenstetten             | Suisse         | 2001                 | http://www.adesolaire.org/                       |
| Apprentissage sans frontière (ASF)                                                  | Apprentissage                            | Genève                     | Suisse         | 2005                 | http://www.asf-ge.org/                           |
| ASLOCA                                                                              | Protection des locataires                | Plusieurs villes en suisse | Suisse         | 1915                 | http://www.smv-asloca-asi.ch/?lang=fr            |
| Migrants, réfugiés \| Fribourg \| Suisse \| 2003 \| https://passerellesfribourg.org |                                          |                            |                |                      |                                                  |
| ATTAC Suisse                                                                        | Taxation des transactions financières    | 11 villes en Suisse        | France         | 1999                 | http://www.suisse.attac.org/-fra-                |
| Better cotton initiative (BCI)                                                      | Récolte de coton                         | Genève                     | Suisse         | 2009                 | http://bettercotton.org/                         |
| Ciao                                                                                | Informations aux jeunes (13-20 ans)      | Lausanne                   | Suisse         | 1997                 | http://www.associationciao.ch/association/       |
| CDJ                                                                                 | Association des jeunes                   | Nyon                       | Suisse         | 2017                 | https://cdjnyon.ch                               |
| Digger DTR                                                                          | Déminage                                 | Tavannes                   | Suisse         | 2004                 | http://www.digger.ch/                            |
| Docip                                                                               | Peuple autochtone                        | Genève                     | Suisse         | 1978                 | https://www.docip.org/                           |
| Fédération romande des consommateurs                                                | Association de consommateurs             | Lausanne                   | Suisse         | 1959                 | http://www.frc.ch/                               |
| Fondation Hirondelle                                                                | Protection des journalistes              | Genève                     | Suisse         | 1995                 | http://www.hirondelle.org/                       |
| Fondation suisse de déminage                                                        | Déminage                                 | Genève                     | Suisse         | 1997                 | http://www.fsd.ch/                               |
| Fondation Surgir                                                                    | Protection des femmes                    | Lausanne                   | Suisse         | 2001                 | http://www.surgir.ch/                            |
| FREDI                                                                               | Enfants disparus                         | Belfaux                    | Suisse         | 1995                 | http://www.fredi.org/                            |
| Garde aérienne suisse de sauvetage                                                  | Sauvetage aérien                         | Kloten                     | Suisse         | 1952                 | http://www.rega.ch/fr/home.aspx                  |
| Graines de paix                                                                     | Éducation, Paix                          | Genève                     | Suisse         | 2005                 | http://www.graines-de-paix.org/                  |
| IFOR-MIR (Mouvement International de Réconciliation)                                | Formation à la paix                      | Lausanne / Zürich / Bâle   | Suisse         | 1919                 | https://ifor-mir.ch/fr/                          |
| International Cocoa Initiative (ICI)                                                | Récolte de cacao                         | Genève                     | Suisse         | 2002                 | http://www.cocoainitiative.org/fr/               |
| Interpeace                                                                          | Promotion de la Paix                     | Genève                     | Suisse         | 2000                 | http://www.interpeace.org/                       |
| Konsumentenschutz                                                                   | Association de consommateurs             | Berne                      | Suisse         | 1964                 | http://www.konsumentenschutz.ch/                 |
| Magasin du monde                                                                    | Commerce équitable                       | 39 points de vente         | Pays-Bas       | 1974                 | http://www.mdm.ch/                               |
| La main tendue                                                                      | Dépression, Suicide                      | Plusieurs villes en Suisse | Angleterre     | 1957                 | https://www.143.ch/fr/                           |
| Mercy Ships                                                                         | Navire-hôpital                           | Lausanne                   | Suisse         | 1978                 | http://www.mercyships.ch/fr/                     |
| Organisation mondiale contre la torture                                             | Torture                                  | Genève                     | Suisse         | 1986                 | http://www.omct.org/fr/                          |
| Organisation suisse d'aide aux réfugiés                                             | Réfugié                                  | Berne                      | Suisse         | 1936                 | http://www.fluechtlingshilfe.ch/?set_language=fr |
| Patrimoine suisse                                                                   | Protection du patrimoine culturel        | 26 sections                | Suisse         | 1905                 | http://www.patrimoinesuisse.ch/                  |
| Pro Senectute                                                                       | Personne âgée                            | Plusieurs villes en suisse | Suisse         | 1917                 | http://www.pro-senectute.ch/fr.html              |
| Reporters sans frontières                                                           | Protection des journalistes              | Genève, Zurich             | France         | 1990                 | http://www.rsf-ch.ch/                            |
| Telme                                                                               | Conseils aux adolescents et parents      | Lausanne et Suisse romande | Suisse         | 1982 et 2004         | http://www.telme.ch/fr/                          |
| Transparency International                                                          | Corruption                               | Berne                      | Allemagne      | 1995                 | http://www.transparency.ch/fr/                   |
| TRIAL (Track Impunity Always)                                                       | Enquête de Crime, de disparition forcée  | Genève                     | Suisse         | 2002                 | http://www.trial-ch.org/                         |
| UniRef                                                                              | Education                                | Genève                     | Suisse         | 2013                 | http://uniref.ch                                 |

## ONG œuvrant pour la protection de l'environnement et des animaux
Ces organisations non gouvernementale environnementale s'occupent de la protection de l'environnement et des animaux. Elles privilégient une économie verte dans la société.
| Nom                                                               | Lieu(x)                       | Pays d'origine | Création (en Suisse) | Site internet                                          |
| ----------------------------------------------------------------- | ----------------------------- | -------------- | -------------------- | ------------------------------------------------------ |
| Alliance internationale pour la gestion de l'eau de pluie         | Genève                        | Afrique du Sud | 2002                 | http://www.irha-h2o.org/?lang=fr                       |
| Artisans de la transition (lié à La revue durable)                | Fribourg                      | Suisse         | 2016                 | http://www.artisansdelatransition.org                  |
| Association suisse pour la protection des oiseaux (ASPO BirdLife) | Cudrefin, Zurich              | États-Unis     | 1922                 | http://www.birdlife.ch/                                |
| Association transports et environnement                           | Berne                         | Suisse         | 1979                 | http://www.ate.ch/fr/                                  |
| Arpea                                                             | Montmollin                    | Suisse         | 1944                 | http://www.arpea.ch/                                   |
| Atelier forêt de montagne                                         | Thoune                        | Suisse         | 1995                 | http://www.bergwald.ch/fr/home.html                    |
| Biovision                                                         | Zurich                        | Suisse         | 1998                 | http://www.biovision.ch/fr/home/                       |
| Bruno Manser fondation                                            | Bâle                          | Suisse         | 1992                 | http://www.bmf.ch/                                     |
| Croix verte internationale                                        | Zurich, Genève                | Japon          | 1994                 | http://www.greencross.ch/fr/                           |
| Equiterre                                                         | Genève, Lausanne, Berne       | Suisse         | 1987                 | http://www.equiterre.ch                                |
| FAFE                                                              | Steffisburg                   | Suisse         | 1976                 | http://www.umwelteinsatz.ch/1/home/                    |
| Fondation Franz Weber                                             | Montreux                      | Suisse         | 1975                 | http://www.ffw.ch/                                     |
| Fondation suisse pour la protection et l'aménagement du paysage   | Berne                         | Suisse         | 1970                 | http://www.sl-fp.ch/                                   |
| Forest Stewardship Council                                        | Montreux                      | Brésil         | 2003                 | http://www.fsc-schweiz.ch/fr/                          |
| Grands-parents pour le climat                                     | Canton de Vaud                | Suisse         | 2014                 | http://www.gpclimat.ch                                 |
| Greenpeace                                                        | Genève, Zurich                | Canada         | 1984                 | http://www.greenpeace.org/switzerland/fr/              |
| Kalaweit Suisse                                                   | Genève                        | France         | 2020                 | http://www.kalaweit.org                                |
| Les amis de La revue durable                                      | Fribourg                      | Suisse         | 2003                 | http://www.larevuedurable.com/fr/content/7-association |
| Ligue vaudoise pour la défense des animaux                        | La Croix-sur-Lutry            | Suisse         | 1913                 | http://www.defense-animaux.ch                          |
| Pro Alps (anciennement Initiative des Alpes)                      | Altdorf, Genève, Brigue       | Suisse         | 1984                 | https://proalps.ch/fr/                                 |
| Pro Natura                                                        | Bâle                          | Suisse         | 1909                 | http://www.pronatura.ch                                |
| Médecins en faveur de l'environnement                             | Bâle                          | Suisse         | 1987                 | http://www.aefu.ch                                     |
| Pro Specie Rara                                                   | Bâle, Chambésy, Sant'Antonino | Suisse         | 1982                 | http://www.prospecierara.ch/fr/home                    |
| Protection suisse des animaux                                     | Bâle                          | Suisse         | 1861                 | http://www.protection-animaux.com                      |
| Rétropomme                                                        | Neuchâtel                     | Suisse         | 1987                 | http://www.retropomme.ch                               |
| Serengenti                                                        | Schlieren                     | Suisse         | 1984                 | http://www.serengeti.ch                                |
| Swiss Cetacean Society                                            | Lausanne                      | Suisse         | 1997                 | http://www.swisscetaceansociety.org                    |
| Suisse Rando                                                      | Berne                         | Suisse         | 1934                 | http://www.randonner.ch/fr/home                        |
| Summit Foundation                                                 | Vevey                         | Suisse         | 2001                 | http://www.summit-foundation.org                       |
| Union internationale pour la conservation de la nature            | Gland                         | France         | 1948                 | http://www.iucn.org/fr/                                |
| Vétérinaires sans frontières                                      | Genève                        | France         | 1988                 | http://www.vsf-suisse.ch/vsf/web/fr/                   |
| WWF                                                               | Zurich, Lausanne, Bellinzone  | Suisse         | 1961                 | http://www.wwf.ch/fr/                                  |

## Critiques des ONG envers les autorités et entreprises en Suisse
Les ONG se montrent régulièrement critiques envers les autorités suisses, qu’elles soient fédérales, cantonales ou communales, et envers des entreprises suisses ou étrangères ayant leur siège ou une filière en Suisse.
Parmi les reproches qui font débat, on trouve le secret bancaire, qui a permis à des dictateurs ou des personnes pratiquant l’évasion fiscale, de dissimuler de l’argent dans des banques suisses, au détriment de la population de ces pays. L’exportation du matériel de guerre dans des États à la réputation problématique est également un sujet récurrent, comme une certaine impunité dont bénéficient des entreprises suisses ou étrangères qui ont une filière en Suisse commettant des atteintes aux droits de l’homme ou des atteintes à l’environnement dans le reste du monde ou l'activité de la spéculation sur les matières premières.  Il arrive que le ministère public de la Confédération ouvre des enquêtes lors de dénonciations sérieuses et avérées de la part d’ONG .
Les ONG qui défendent les droits de l’homme épinglent régulièrement les prisons suisses concernant la surpopulation dans les cellules, ou les conditions de renvoi des étrangers récalcitrants qui n’ont pas obtenu le droit d’asile.
Dans le domaine médical, des associations sont nées récemment pour défendre les intérêts des malades victimes de maladies rares. Certaines assurances suisses refusent de rembourser des médicaments qui ne se trouvent pas sur la liste des médicaments remboursés par l’assurance maladie de base, mais indispensables pour ces malades.
Les associations de consommateurs critiquent fréquemment le manque d’information sur les étiquettes d’emballage, les clauses de contrat peu lisibles en défaveur des consommateurs, les conséquences néfastes de l'importation facilitée des produits alimentaires selon les standards européens (dit aussi principe du cassis de Dijon,), les tarifs élevés du roaming pour les abonnés suisses qui appellent depuis l'étranger, les disparités parfois énormes de prix entre l'achat d'un même produit acheté à l'étranger ou en Suisse, les téléphones intempestifs de démarcheurs malgré les inscriptions dans l'annuaire téléphonique refusant ces types de démarchage, ou l’obsolescence programmée des produits de consommation. Les associations de consommateurs effectuent également de nombreux comparatifs sur les produits pour désigner les plus sains ou les plus performants.
Les ONG environnementales entrent souvent en opposition avec les autorités ou les promoteurs pour préserver les paysages, les espèces animales et végétales en voie d'extinction, ou dénoncer les problèmes liés à la pollution, dont l'impact environnemental du transport routier et l'installation de canons à neige ou la réduction du biotope.  L’initiative populaire « pour en finir avec les constructions envahissantes de résidences secondaires » acceptée par le peuple en 2012 en est un exemple récent de leurs capacités d'action. Elles dénoncent également la vétusté des centrales nucléaires en Suisse et exigent la transition plus rapide de l'énergie nucléaire vers les énergies renouvelables. Le projet de construction d’un deuxième tunnel routier au Saint-Gothard est l’une des luttes que les ONG environnementales mènent actuellement. 
Le forum économique mondial, qui a lieu chaque année à Davos, est la manifestation de Suisse qui attire le plus de critiques de la part des ONG. Certaines ONG y sont invitées à y participer. Elles s’y rendent pour y faire du lobby, et tenter de sensibiliser et d’influencer les acteurs économiques sur les conséquences de leurs politiques. D’autres ONG préfèrent participer à l’étranger au forum social mondial.
Le sommet mondial des matières premières, qui a lieu à Lausanne, attire lui aussi son lot de critiques et de manifestations.
Le 10 octobre 2016, un comité de différentes ONG dépose à la Chancellerie fédérale l'initiative populaire « Entreprises responsables – pour protéger l’être humain et l’environnement » en vue d'une votation par le peuple suisse.

## Collaborations entre les ONG et  l’ONU, l’OMC, les autorités et entreprises en Suisse
Certaines ONG font partie du Conseil économique et social des Nations unies (ECOSOC), et possèdent en conséquence un statut consultatif. Les ONG qui remplissent les critères d'admissions peuvent, soit avoir le statut général, soit le statut spécial, soit le statut d'organisation inscrite sur la liste des ONG Roster,.
Dans le cadre de la Coordination Suisse-OMC, des ONG collaborent avec l’Organisation mondiale du commerce (OMC) pour tenter d’influencer la politique commerciale de l’OMC vers une économie respectueuse des droits humains et environnementaux,.
Au niveau des autorités fédérales, la Direction du développement et de la coopération (DDC) coopèrent avec de nombreuses ONG. La loi sur la coopération de 1976 indique que l’aide doit être destinée en priorité aux pays, populations et régions les plus pauvres, ce qui légitime le soutien financier de la Direction du développement et de la coopération (DDC) à des programmes gérés par des œuvres d’entraide .
Concernant les entreprises, certaines d’entre elles, soucieuses de leurs  images auprès de leurs clientèles, collaborent avec des ONG, pour qu’elles offrent dans leurs services ou  leurs assortiments, des produits certifiés, respectant les droits humains et normes environnementales,.  Mais cela peut aussi être interprété comme une opération marketing pour ces entreprises, car cela ne concerne qu’une partie de leurs assortiments, alors que d’autres produits vendus ne peuvent pas justifier pareil certification. Ces produits certifiés sont néanmoins chaque année en augmentation, en raison du comportement de la clientèle de plus en plus disposée à consommer ces produits, même plus cher, et les entreprises s’adaptant  à la demande en conséquence.
Des ONG, collaborent également entre elles, c’est notamment le cas avec l'organisation Alliance Sud, ou des ONG étrangères avec des ONG locales.  Dans un autre domaine, les associations de consommateurs travaillent parfois ensemble, comme la FRC en  Suisse romande, la Konsumentenschutz, en Suisse alémanique et l’ACSI en Suisse italienne, et se partagent les frais lors de test de comparatifs.

## Critiques sur les ONG
Les critiques que portent les  détracteurs sur les ONG en général, et pas seulement des ONG en Suisse, mais le rôle même des ONG à  travers le monde, concernent notamment, l’abondance d’ONG sur le terrain, le foisonnements de projets d’ONG dans les mêmes pays, les problèmes de coordination, le manque de collaboration des grosses ONG avec les ONG locales et une tendance, de certaines ONG, à mettre sous perfusion perpétuelle la population qui reçoit de l’aide, et qui se retrouve dans un état d’assistanat permanent. Les ONG les plus performantes étant celles qui apportent leurs aides, leurs connaissances, leurs technologies, mais qui les adaptent sur la réalité du terrain et mettent à contribution dans le processus décisionnel et d’action, la population locale. Des cas d’ONG religieuses, principalement d’ONG nord-américaines, s’occupant plus de prosélytisme que d’aides aux victimes, sont également une source de critiques,,.
Dans l’histoire récente, les ONG suisses n’ont pas été impliquée dans des scandales, tels que détournement de fonds, ou de comportements condamnables, du moins, les médias suisses n’en ont guère fait état. Il faut remonter au siècle dernier pour trouver des évènements problématiques.
Le cas de la fondation Pro Juventute reste le cas le plus marquant, dont l'image a été ternie dans les années 1970-1980 par le scandale des enfants de la grand-route: Pendant près de 50 ans, de 1926 à 1973, environ 600 enfants tziganes à la charge des autorités avaient été séparés de leurs parents, envoyés dans des établissements spécialisés, ou encore recueillis par des parents d'adoption. Certains d’entre eux y furent maltraités ou abusés. Leurs parents étaient a priori considérés comme incapables de les élever. Cela a commencé lorsque le conseiller fédéral et membre du conseil de fondation de Pro Juventute Giuseppe Motta a signalé les conditions de vie jugées préoccupantes des gens du voyage. Il a demandé à Pro Juventute de suivre le cas d’une famille nomade tessinoise dont les parents n’envoyaient apparemment pas leurs enfants à l’école, les incitaient à mendier et les négligeaient. Leur commune d’origine avait refusé de prendre des mesures, se contentant de renvoyer au plus vite la famille en Suisse alémanique. Par la suite, le placement forcé fut étendu à d'autres enfants, avec pour conséquence que beaucoup d'entre eux ne revirent jamais leurs proches. Les hauts responsables de Pro Juventute impliqués durant cette période furent aussi Alfred Siegfried, Peter Doebeli, Clara Reust. Sur le plan juridique, Pro Juventute se basait sur les mesures de protection de l’enfance du code civil suisse de 1907, entré en vigueur en 1912. Selon la loi, les autorités tutélaires étaient tenues, lorsque le père et la mère ne remplissait pas leurs devoirs, de prendre les mesures nécessaires pour la protection de l’enfant. Ces autorités pouvaient donc arracher les enfants à leurs parents pour les placer en institution ou famille d’accueil. Pro Juventute a présenté ses excuses à la communauté tzigane,,. En 1987, les enfants du voyage enlevés à leurs parents ont été réhabilités et ont reçu des indemnités.
Le Comité international de la Croix-Rouge a vu son image ternie sur le rôle que le CICR  a joué durant la seconde guerre mondiale. Un de ses délégués, Maurice Rossel, s’est laissé duper lors de visites de camps de concentration, qui de ce fait n’a pas transcrit avec exactitude la réalité de la situation que vivaient les internés. Le 23 juin 1944, il se rendit dans le camp de concentration de Theresienstadt, où sa visite fut préparée par une mise en scène soigneusement organisée. Le 27 septembre 1944, après être allé aux camps de Oranienburg et Ravensbrück, il se rendit à Auschwitz. Il s'y entretint avec le commandant du camp, sans avoir été autorisé à pénétrer à l'intérieur.  Le 29 septembre 1944, à Berlin, il écrivit un rapport portant essentiellement sur l’envoi de paquets aux internés et où il mentionne sommairement une rumeur de salle de douche où les détenus seraient gazés en série, sans entreprendre des démarches supplémentaires pour la vérifier, alors que des centaines de milliers de personnes étaient assassinées dans ce camp de 1942 à la fin de l’année 1944. Claude Lanzmann interviewera Maurice Rossel en 1979 dans son documentaire "Un vivant qui passe", et qui sortira en 1997.
En 2013, la Rega (Garde aérienne suisse de sauvetage), une fondation très populaire avec ses 2 millions et demi de donateurs (car elle fait aussi office d’assurance pour les donateurs en cas de sauvetage) souleva la polémique sur le salaire de ses dirigeants. Le salaire du directeur de la Rega, par exemple, atteint les 440 000 francs suisses (autant qu'un conseiller fédéral), celui du médecin-chef et du chef des finances, environ 250 000 francs suisses. Des primes jusqu'à 13,6 % pouvaient s'ajouter à ces montants. La Rega possédait le label ZEWO, et bien que la fondation ZEWO estimait que les comptes de la Rega étaient transparents, elle considéra  que ces salaires étaient incompatible avec une organisation d’utilité publique. La Rega, sentant  qu’elle risquait de perdre le label ZEWO, pris les devants et y renonça en 2014 ,.

## Travailler pour les ONG
Le secteur des ONG s’est professionnalisé de plus en plus au fil du temps. Les personnes qui désirent travailler pour des ONG dans l’aide humanitaire ou l’aide au développement doivent pouvoir justifier de formations, d’une résistance au stress et d’une capacité d’adaptation dans des lieux qui ont parfois une culture et un mode de vie différent. Les simples questions de formalités, des administrations de certains pays en voie de développement, qui ne sont parfois pas aussi organisés qu'en Suisse, peuvent rebuter certaines personnes. La connaissance d’une langue étrangère pour communiquer avec la population locale est également indispensable.
Certaines ONG recherchent néanmoins des bénévoles qui les aident, en Suisse, à remplir leurs missions ou à sensibiliser la population suisse à leurs causes.
Sur leurs sites internet, les ONG placent généralement des offres d’emploi. Celles qui travaillent avec des bénévoles indiquent quelles activités les ils peuvent accomplir au sein de leur organisation.